# Juan Manuel Sáenz Cavia
Juan Manuel Sáenz Cavia (Buenos Aires, 12 de junio de 1941), es un médico rural argentino.
Fue el primero en recibir el premio de la Academia Nacional de Medicina.
Logró convertir una salita sanitaria en un hospital.

## Biografía
Obtuvo su título a los veintiséis años, por la Universidad del Salvador, y se dedicó a cuidar enfermos en los campos ejerciendo diferentes roles. A raíz de un comentario de un compañero de facultad se radicó en Tres Algarrobos, partido de Carlos Tejedor, ejerciendo su tarea en la única sala sanitaria del lugar.
Promediando la década de 1980 asume la función de director del servicio y ayudado por los habitantes de la localidad recaudó fondos para construir el hospital.
Además junto a su esposa, una compañera de facultad madre de sus siete hijos, reconstruyó la biblioteca popular que sirve de ayuda para la tarea escolar de los niños de la zona.
El 29 de octubre de 2008 recibió el premio de la Academia Nacional de Medicina, siendo la primera vez que es entregado a un médico rural. Este no es el único reconocimiento que obtuvo el profesional, a mediados de los 60 desarrolló junto a tres colegas del Hospital de Ciudadela una técnica quirúgica para operar las vías biliares lo que les valió el primer premio del Congreso Nacional de Cirugía.